# 亞當·鮑德溫
亞當·鮑德溫（Adam Baldwin，1962年2月27日—）是美國的一位演員。他在電視劇超市特工中飾演John Casey角色。最近他則在電視劇末日孤艦中飾演Mike Slattery角色。